# Minamoto no Yoshiari
Minamoto no Yoshiari (源能有, [[[831]] - 897] Erro: {{japonês}}: texto da transliteração contém caractere não latino (pos 17) (ajuda)), foi um nobre do Período Heian da história do Japão. E foi fundador da Escola Takeda de tiro com arco.
Yoshiari foi um dos filhos do Imperador Montoku que recebeu o nome Minamoto sendo um dos fundadores do Ramo Montoku do Clã Minamoto (Genji Montoku). Era meio irmão do futuro Imperador Seiwa.

## Carreira
Yoshiari serviu os seguintes imperadores: Seiwa (858 - 876), Yozei (876 - 884), Koko (884 - 887) e Uda (887 - 897).
Yoshiari entrou na corte durante o reinado do Imperador Seiwa em 862 atuando no Ōkurashō (Ministério das Finanças), em  870 foi nomeado Mino Gonmori (governador da Província de Mino), em 872 aos 28 anos de idade é nomeado Sangi.
Em 882 durante o governo do Imperador Yozei Yoshiari foi promovido a Chūnagon e em 891 durante o governo do Imperador Uda a Dainagon, e em 896 foi nomeado Udaijin cargo em que permaneceu até sua morte em 897.
Ordenada pelo Imperador Uda a desenvolver um estilo de tiro com arco montado, Yoshiaki criou o que viria a ser mais tarde a Escola de Takeda de Yabusame.
| Precedido por Fujiwara no Yoshiyo | 36º Udaijin (896 - 897)  | Sucedido por Sugawara no Michizane |
| Precedido por Fujiwara no Fuyuo   | 68º Dainagon (891 - 896) | Sucedido por Fujiwara no Tokihira  |